# Сан Вендемијано-Фосамерло (Тревизо)
Сан Вендемијано-Фосамерло је насеље у Италији у округу Тревизо, региону Венето.
Према процени из 2011. у насељу је живело 6034 становника. Насеље се налази на надморској висини од 54 м.